# Jebel ech Chambi
Jebel ech Chambi (Arabiska: جبل الشعانبي) är Tunisiens högsta berg med sina 1 544 meter. Berget ligger i närheten av staden Kasserine i västra centrala Tunisien och är täckt med en tallskog.